# Moloha faxoni
Moloha faxoni är en kräftdjursart som först beskrevs av Schmitt 1921.  Moloha faxoni ingår i släktet Moloha och familjen Homolidae. Inga underarter finns listade i Catalogue of Life.